# Wiktor Moczulski (entomolog)
Wiktor Iwanowicz Moczulski (Victor von Motschulsky, ros. Виктор Иванович Мочульский, ur. 11 kwietnia 1810 w Petersburgu, zm. 5 czerwca 1871 w Symferopolu) – rosyjski entomolog, zajmował się przede wszystkim chrząszczami.

## Wybrane prace
- Insectes de la Sibérie rapportés d'un voyage fait en 1839 et 1840. Mémoires de l'Académie Impériale des Sciences de St. Pétersbourg, 13: 1-274. (1845)
- Die Kaefer Russlands. I. Insecta Carabica. Moskwa: Gautier, vii + 91 pp. + 9 tabl. (1850).
- Coléoptères nouveaux de la Californie. Bulletin de la Société Impériale des Naturalistes de Moscou, 32: 122-185 (1859).
- Études entomologiques. 10  tomów (1852-61 ).
- Catalogue des insectes rapportés des environs du fleuve Amour, dépuis la Schilka jusqu'à Nikolaevsk. Bulletin de la Société Naturaliste de Moscou 32:487-507 (1859)
- Coléoptères rapportés de la Songarie par M. Semenov et décrits par V. de Motchoulski. Bulletin de l’Académie Impériale des Sciences de Saint-Pétersbourg 1(5):301-304 (1859).
- Insectes de Indes Orientales, et de contrées analogues. Études entomologiques 8(1859):25-118  (1860).
- Coléoptères rapportés en 1859 par M. Sévertsef des steppes méridionales des Kirghises et énumérés. Bulletin de l’Académie Imperiale des Sciences de Saint-Pétersbourg 2:513-544, 2 plates (1860)..
- Coleoptères rapportés en 1859 par M. Severtsef des Steppes méridionales des Kirghises. Mélanges biologiques, 3 (1857-1861):408-452 (1860).
- Coléoptères rapportés de la Songarie par M. Semenov et décrits par V. de Motchoulski. Mélanges biologiques 3:290-309 (1860)
- Motschulsky VI. Coléoptères de la Sibérie orientale et en particulier des rives de l'Amour. In: Schrenk’s Reisen und Forschungen im Amurlande 2:77-257, 6 tabl., St. Petersburg (1861).
- Essai d'un Catalogue des Insectes de l'île Ceylan. Bulletin de la Société Impériale des Naturalistes de Moscou 34(1):95-155 (1861).
- Catalogue des insectes reçus du Japon. Bulletin de la Société Impériale des Naturalistes de Moscou 39(1):163-200  (1866).